# شهرستان بوررا
شهرستان بوررا (به لاتین: Burera District) یک منطقهٔ مسکونی در رواندا است که در استان شمالی (روآندا) واقع شده‌است. شهرستان بوررا ۶۴۵ کیلومتر مربع مساحت و ۳۳۶٬۵۸۲ نفر جمعیت دارد.